# 액션 어드벤처 게임
액션 어드벤처 게임(영어: Action-adventure game)은 액션 게임과 어드벤처 게임 장르의 핵심 요소를 결합한 비디오 게임 하이브리드 장르이다.

## 정의
액션 어드벤처 게임은 액션 게임과 어드벤처 게임의 요소, 특히 오래된 어드벤처 게임에서 영감을 받은 퍼즐과 같은 중요한 요소들이 혼합된 게임으로 정의할 수 있다. 액션 어드벤처는 액션 게임과 동일한 신체적 기술을 많이 요구하지만, 스토리라인, 수많은 캐릭터, 인벤토리 시스템, 대화 및 어드벤처 게임의 다른 기능을 제공할 수도 있다. 일반적으로 신체적 도전과 개념적 도전을 모두 포함하므로 순수 어드벤처 게임보다 진행 속도가 빠르다. 액션 어드벤처 게임은 일반적으로 복잡한 이야기 요소가 결합되어 있으며, 종종 오디오 및 비디오를 사용하여 플레이어에게 표시된다. 이야기는 플레이어 캐릭터의 움직임에 크게 의존하며, 이는 이야기 이벤트를 발생시키고 게임의 흐름에 영향을 미친다. 액션 어드벤처 게임의 인기 있는 예로는 젤다의 전설, 갓 오브 워, 그랜드 테프트 오토, 툼 레이더 시리즈가 있다.

### 다른 장르와의 관계
액션 어드벤처 게임이 실제로 무엇으로 구성되는지에 대해서는 많은 논란이 있다. "액션 어드벤처"라는 용어의 한 가지 정의는 "액션/어드벤처 게임은 어드벤처 게임이라고 부르기에는 충분한 액션을 가지고 있지만, 액션 게임이라고 부르기에는 충분하지 않은 액션을 가지고 있는 게임"일 수 있다. 어떤 경우에는 퍼즐이 있는 액션 게임이 액션 어드벤처 게임으로 분류될 수 있지만, 이 퍼즐이 상당히 단순하다면 액션 게임으로 분류될 수도 있다. 다른 사람들은 액션 게임을 순수한 장르로 보는 반면, 액션 어드벤처는 상황 문제 해결을 포함하는 액션 게임이다. 어드벤처 게이머는 또한 순수주의자일 수 있으며, 신체적 도전이나 시간 압박을 사용하는 모든 게임을 거부한다. 그럼에도 불구하고, 액션 어드벤처 라벨은 인터넷과 미디어의 기사에서 두드러진다. "액션 어드벤처"라는 용어는 광범위한 범위 때문에 특정 하위 장르로 대체되는 경우가 많다.

## 하위 장르
액션 어드벤처 게임은 다양하고 분류하기 어렵지만, 몇 가지 독특한 하위 장르가 있다. 젤다의 전설 시리즈와 유사한 게임 플레이를 가진 많은 게임은 젤다 클론 또는 젤다와 같은 게임이라고 불린다. 인기 있는 하위 장르는 다음과 같다.

### 그랜드 테프트 오토 클론
그랜드 테프트 오토 클론은 오픈 월드 액션 어드벤처 비디오 게임의 하위 장르에 속하며, 3인칭 관점을 취한다. 이들은 게임 플레이 또는 전반적인 디자인 면에서 그랜드 테프트 오토 시리즈와 유사한 점이 특징이다. 이러한 유형의 오픈 월드 게임에서 플레이어는 오픈 월드 설정에서 자유롭게 돌아다니며 다양한 차량과 무기를 찾고 사용할 수 있다.

### 메트로이드배니아
메트로이드배니아는 메트로이드와 캐슬바니아의 혼성어이다. 이러한 게임들은 때때로 "검색 액션"이라고 불리며, 일반적으로 2차원 플랫폼 게임에 기반을 둔다. 이들은 전통적인 플랫폼 게임플레이와 함께 탐험 및 퍼즐 해결을 모두 강조한다.

### 생존 공포
생존 공포 게임은 "인벤토리 관리"와 플레이어가 공포 설정에서 "생존"하기에 충분한 탄약과 회복 아이템을 가지고 있는지 확인하는 것을 강조한다. 이것은 다양한 게임플레이를 가진 테마 장르이므로, 모든 생존 공포 게임이 모든 기능을 공유하는 것은 아니다. 바이오하자드 프랜차이즈가 이 하위 장르를 대중화했다.

## 게임플레이
액션 어드벤처 게임은 순수 어드벤처 게임보다 진행 속도가 빠르며, 이야기가 서술되기보다는 실행되는 물리적 및 개념적 도전을 모두 포함한다. 동작 기반의, 종종 반사적인 액션이 필요하지만, 게임플레이는 여전히 여러 어드벤처 게임 장르의 특징( 아이템 수집, 환경 탐험 및 상호 작용, 종종 중요한 지역을 연결하는 오버월드 포함, 퍼즐 해결)을 따른다. 컨트롤은 아케이드 스타일(캐릭터 움직임, 몇 가지 액션 명령)이지만, 최고 점수 이상의 궁극적인 목표가 있다. 대부분의 액션 어드벤처 게임에서 플레이어는 단일 아바타를 주인공으로 제어한다. 이러한 유형의 게임은 롤플레잉 비디오 게임과 상당히 유사한 경우가 많다.
이 게임들은 때때로 자유롭게 움직이는 중심 캐릭터가 있지만, 더 넓은 범위의 명령과 적은 수 또는 전혀 없는 액션 게임 요소를 가진 그래픽 어드벤처 게임과는 다르며, 복잡한 텍스트 파서를 통해 사용자가 도입하는 많은 다른 명령과 자유롭게 움직이는 캐릭터가 없는 텍스트 어드벤처와도 다르다. 일반적인 게임플레이 역학을 공유하지만, 액션 어드벤처는 조감도, 횡스크롤, 1인칭, 3인칭, 어깨 너머, 심지어 3/4 아이소메트릭 뷰를 포함하여 시점 디자인에서 매우 다양하다.
많은 액션 어드벤처 게임은 대화 트리를 통해 대화를 시뮬레이션한다. 플레이어가 논플레이어 캐릭터를 만나면, 할 말을 선택할 수 있다. NPC는 플레이어에게 스크립트화된 응답을 제공하고, 게임은 플레이어에게 응답할 몇 가지 새로운 방법을 제공한다.
액션 어드벤처 하위 장르의 광범위하고 포괄적인 특성으로 인해, 일부 플레이어는 특정 게임을 완료하는 데 어려움을 겪는다. 기업들은 이러한 능력 부족을 보완하기 위해 단서를 제공하거나 플레이어가 퍼즐을 건너뛸 수 있도록 하는 등 플레이어에게 도움을 주는 방법을 고안했다.

## 역사

### 1979–1988
브렛 와이스는 아타리의 슈퍼맨 (1979)을 액션 어드벤처 게임으로 꼽으며, 레트로 게이머는 이를 "플레이 영역으로 여러 화면을 활용한 최초의 게임"으로 평가한다. 마크 J.P. 울프는 아타리 VCS용 어드벤처 (1980)를 가장 초기에 알려진 액션 어드벤처 게임으로 꼽는다. 이 게임은 2D 환경을 탐험하고, 각각 정해진 능력을 가진 아이템을 찾아 사용하며, 액션 게임처럼 실시간으로 용과 싸우는 내용을 담고 있다. 뮤즈 소프트웨어의 울펜슈타인 성 (1981)은 또 다른 초기 액션 어드벤처 게임으로, 탐험, 전투, 잠입, 그리고 미로 게임 요소를 혼합하여, 아케이드 진행형 슈팅 게임 및 미로 게임 (미로 슈터 베르세르크와 같은)과 전쟁 영화 (나바론의 요새와 같은)에서 영감을 받았다.
위저드리 개발자 로 R. 애덤스에 따르면, 초기 액션 어드벤처 게임은 "기본적으로 아케이드 게임이 판타지 설정으로 만들어진 것"이었다. 코나미가 1982년 1월에 처음 선보인 투탕카멘 (비디오 게임)은 아케이드용으로 출시된 액션 어드벤처였다. 이 게임은 미로, 진행형 슈팅 게임, 퍼즐 해결 및 어드벤처 요소를 결합했으며, 1983년 컴퓨터 앤드 비디오 게임즈 잡지의 리뷰에서는 이 게임을 "어드벤처 게임의 요소와 격렬한 슈팅 게임 플레이를 효과적으로 결합한 최초의 게임"이라고 평가했다. 이 게임은 유사한 타임 밴디트 (1983)에 영감을 주었다. 1982년 5월에 출시된 액션 퀘스트는 어드벤처 게임의 퍼즐 요소를 조이스틱으로 조작하는 아케이드 스타일의 액션 게임에 혼합했는데, 이는 당시 리뷰어들을 놀라게 했다.
어드벤처와 일부 유사성을 언급하면서도, IGN은 젤다의 전설 (1986)이 닌텐도에 의해 "새로운 액션 어드벤처 하위 장르를 확립하는 데 기여했다"고 주장하며, 탐험, 어드벤처 스타일의 인벤토리 퍼즐, 액션 요소, 화폐 시스템, 그리고 경험치 없이 단순화된 RPG 스타일의 레벨 빌딩을 포함하여 다른 장르의 요소를 결합하여 매력적인 하이브리드를 만들어 성공을 거두었다고 말한다. 젤다의 전설 시리즈는 2000년대까지 가장 많은 인기를 누린 액션 어드벤처 게임 프랜차이즈였다. 로 R. 애덤스 또한 아케이드 스타일의 횡스크롤 판타지 게임인 캐슬바니아 (1986), 트로잔 (1986), 위저드 & 워리어즈 (1987)를 액션 어드벤처 게임의 초기 사례로 언급했다.
브레인 브레이커 (1985), 재너두 (1985), 메트로이드 (1986), 뱀파이어 킬러 (1986)와 같은 게임은 횡스크롤 플랫폼 게임 형식을 어드벤처 탐험과 결합하여 메트로이드배니아 플랫폼 어드벤처 하위 장르를 만들었다. 마찬가지로, 005 (1981), 울펜슈타인 성, 메탈 기어 (1987)와 같은 게임은 액션 어드벤처 탐험을 잠입 메커니즘과 결합하여, 나중에 1998년 메탈 기어 솔리드, 천주: 잠입 액션, 씨프: 더 다크 프로젝트의 출시와 함께 대중화될 잠입 게임 하위 장르의 기반을 다졌다.

### 1989–현재
시네마틱 플랫폼 게임인 페르시아의 왕자 (1989)는 액션 어드벤처 요소를 특징으로 하며, 어나더 월드 (1991) 및 플래시백 (1992년 비디오 게임) (1992)와 같은 게임에 영감을 주었다. 얼론 인 더 다크 (1992)는 3D 그래픽스를 사용했으며, 이는 나중에 바이오하자드 (1996) 및 툼레이더 (1996)에 의해 대중화되었다. 특히 바이오하자드는 생존 공포 하위 장르를 만들었으며, 사일런트 힐 (1999) 및 제로 (2001)와 같은 게임에 영감을 주었다.
액션 어드벤처 게임은 그들에게 영감을 준 순수 어드벤처 게임과 순수 플랫폼 게임보다 더 인기를 얻게 되었다. 최근 사례로는 언차티드 프랜차이즈, 젤다의 전설 브레스 오브 더 와일드 및 아크 서바이벌 이볼브드가 있다.

## 관련 게임 작품
- 젤다의 전설 시리즈
- 바이오 하자드 시리즈
- 메탈기어 솔리드
- 용과 같이 시리즈
- 싸움번장 시리즈
- ICO
- 완다와 거상
- 오오카미
- 레릭스
- 액션로망 범피트롯
- 사일런트 힐 시리즈
- 아메리칸 맥기의 앨리스
- 앨리스 매드니스 리턴즈
- 그랜드 테프트 오토 시리즈
- 파 크라이 프라이멀
- 어몽어스

## 같이 보기
- 액션 게임
- 어드벤처 게임
- 액션 롤플레잉 게임